# Holopogon quadrinotatus
Holopogon quadrinotatus là một loài ruồi trong họ Asilidae. Holopogon quadrinotatus được Séguy miêu tả năm 1953. Loài này phân bố ở vùng Cổ Bắc giới và nhiệt đới châu Phi.